# Pierre Yergeau
Pour les articles homonymes, voir Yergeau.
Pierre Yergeau, né le 4 octobre 1957 à Bourlamaque en Abitibi-Témiscamingue, est un romancier, nouvelliste, essayiste et poète québécois.

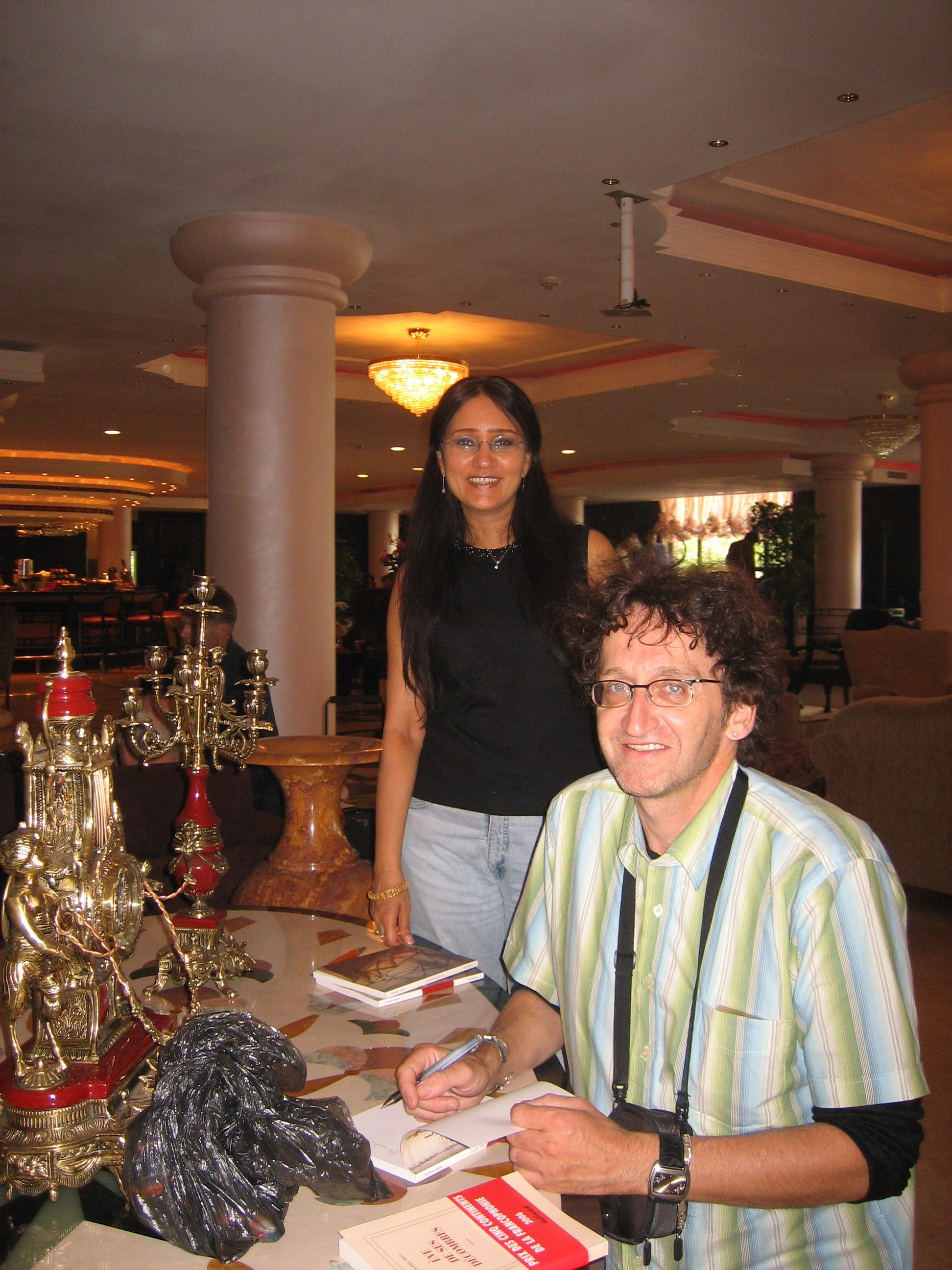
Pierre Yergeau, Bucarest, 2006, en compagnie d'Ananda Devi

## Biographie
Né le 4 octobre 1957 en Abitibi-Témiscamingue, Pierre Yergeau habite le village minier historique de Bourlamaque. Il réside pendant deux ans à Londres. Il complète ensuite un baccalauréat en langues modernes à l'Université de Concordia ainsi qu'une maîtrise en littérature comparée à l'Université de Montréal. https://ville.valdor.qc.ca/la-ville/information/histoire/histoire-de-val-d-or
« Écrivain prolifique de la littérature québécoise contemporaine », Pierre Yergeau crée des œuvres, ancrées dans le réel, qui côtoient l'ironie, l'onirisme et l'humour noir comme l'atteste son roman Banlieue, satire aigre-douce du rêve américain.
Comme romancier, Yergeau publie plusieurs titres dont L'écrivain public (L'Instant même, 1996), Ballade sous la pluie (L'Instant même, 1997), Banlieue (L'Instant même, 2002), La cité des vents (Les 400 coups) et Le père d'Usman (L'Instant même, 2015),,,,,.
Il fait aussi paraître deux recueils de nouvelles qui s'intitulent Tu attends la neige, Lénoard? (L'Instant même, 1992) et Du virtuel à la romance (L'Instant même, 1999),,.
Il publie également un essai, La recherche de l'histoire (L'Instant même, 1999), qui traite entre autres de l'épistémologie et de la conception de l'histoire - et de sa répercussion sur notre conception de l'espace romanesque.
Comme poète, il fait paraître un recueil de poésie La théorie de l'existence (Éditions du Noroît, 2019), écrit lorsque son épouse entre en stade 4 du cancer du sein. Elle meurt l'année suivante.
Une pièce de théâtre intitulée Le vent respire pour toi (2023) est présentée par la comédienne Macha Limonchik au théätre Outremont en septembre 2023 dans le cadre du Festival International de littérature de Montréal. La pièce est un hommage à l'autrice Colette.
Finaliste au Prix du Gouverneur général en 1993, en 2002 et en 2006, il reçoit le Prix Le Signet d'Or de Télé-Québec en 1993, le Prix Hervé-Foulon en 1996, le Prix Ringuet en 2005 ainsi qu'une mention spéciale au Prix des cinq continent de la francophonie de l'Organisation internationale de la francophonie,,,,,.

## Œuvres

### Romans
- La complainte d'Alexis-le-trotteur, Québec, L'Instant même, 1993, 164 p. (ISBN 2-921197-34-0)
- 1999, Québec, L'Instant même, 1995, 220 p. (ISBN 2-921197-46-4)
- L'écrivain public, Québec, L'Instant même, 1996, 247 p. (ISBN 2921197715)
- Ballade sous la pluie, Québec, L'Instant même, 1997, 150 p. (ISBN 2-921197-90-1)
- La désertion, Québec, L'Instant même, 2001, 199 p. (ISBN 2-89502-142-2)
- Banlieue, Québec, L'Instant même, 2002, 146 p. (ISBN 2-89502-176-7)
- Les amours perdues, Québec, L'Instant même, 2004, 87 p. (ISBN 2-89502-206-2)
- La cité des vents, Montréal, Les 400 coups, 2007, 143 p. (ISBN 978-2-84596-084-8)
- Conséquences lyriques, Montréal, Québec Amérique, 2010, 338 p. (ISBN 978-2-7644-0762-2)
- Le père d'Usman, Québec, L'Instant même, 2015, 77 p. (ISBN 9782895023678)

### Nouvelles
- Tu attends la neige, Léonard?, Québec, L'Instant même, 1992, 142 p. (ISBN 2843240328)
- Du virtuel à la romance, L'Instant même, 1999, 93 p. (ISBN 2-89502-116-3)

### Essai
- La recherche de l'histoire, Québec, L'Instant même, 1998, 111 p. (ISBN 2-89502-104-X)

### Poésie
- La théorie de l'existence, Montréal, Éditions du Noroît, 2019, 104 p.  (ISBN 9782897661793)

### Théâtre
- Le vent respire pour toi , Première représentation dans le cadre du Festival International de littérature de Montréal, en septembre 2023 au théâtre Outremont.

## Prix et honneurs
- 1993 - Récipiendaire : Prix Le Signet d'Or de Radio-Québec (pour Tu attends la neige, Léonard ?)[14]
- 1993 - Finaliste : Prix littéraire du Gouverneur général (pour Tu attends la neige, Léonard ?)[14]
- 1997 - Finaliste : Prix des libraires du Salon du livre de Québec (pour L'écrivain public)
- 2002 - Finaliste : Prix littéraire du Gouverneur général (pour La désertion)[15]
- 2005 - Récipiendaire : Prix Ringuet (pour Les Amours perdues)[16]
- 2006 - Mention spéciale : Prix des cinq continents de la francophonie (pour La Cité des vents)[17]
- 2006 - Finaliste : Prix littéraire du Gouverneur général (pour La Cité des vents)[18]
- 2019 - Récipiendaire : Prix Hervé-Foulon (pour L'Écrivain public)[19]